# ساریا-سانت ژروازی
ساریا-سانت ژروازی (کاتالان: Sarrià-Sant Gervasi تلفظ در کاتالان: [səriˈa ˈsaɲ ʒəɾˈβazi]) یکی از بخش‌های شهر بارسلون، پایتخت کاتالونیا در پادشاهی اسپانیا است.